# 3 Skulls of the Toltecs
3 Skulls of the Toltecs es un aventura gráfica de Revistronic publicada en 1996 por Time Warner. Dirigida por Hernán Castillo Brian en el estudio de Revistronic en Madrid, esta aventura gráfica Point and Click tiene el estilo cómico de las de LucasArts y está ambientada en el salvaje oeste. En 2004 Revistronic produjo una secuela, titulada Fenimore Fillmore: The Westerner – Wanted a Wild Western Adventure en Estados Unidos.[cita requerida]

## Argumento
Arizona 1866. El infatigable cowboy Fenimore Fillmore llega a los alrededores de Big Town y se ve envuelto en un tiroteo en el que tres bandidos asaltan a un viejo buhonero, quien resulta herido. Antes de morir, el buhonero le entrega a Fenimore una calavera de oro y le cuenta la historia de las tres calaveras de oro de los toltecas, que son la clave para hallar un fabuloso tesoro. 
Envuelto en mil peripecias, Fenimore Fillmore debe enfrentarse al malvado Fray Anselmo y al pérfido Coronel Leconte, que también van en pos del tesoro, además de vérselas con fieros apaches –incluyendo al hijo del jefe que estudia en la Universidad de Harvard-, con somnolientos revolucionarios juaristas –cuyo líder sufre amnesia-, con astutos soldados franceses al servicio del emperador Maximiliano y con las temibles señoras de la liga antialcohólica. Para lograr su objetivo, Fenimore tendrá que fabricar whisky de contrabando, volar la caja fuerte de un banco, escapar de la cárcel, rescatar a un pianista que ha caído en un pozo, fabricar un globo aerostático, asaltar un monasterio y muchas cosas más que se presentan en ingeniosos y divertidos puzles plagados de desternillantes diálogos. La historia recuerda mucho a los spaghetti western, caricaturizando con maestría todos los estereotipos del salvaje oeste americano.

## Tecnología y controles
La pantalla aparece dividida en tres partes: el escenario del juego donde se desarrolla la acción, un recuadro en la esquina inferior izquierda donde están los verbos para ejecutar distintas acciones (mirar, coger, hablar, etc) y, junto al recuadro, una banda en la que aparece el inventario con todos los objetos que Fenimore tiene en su poder. El juego se controla únicamente con el ratón, con el que se mueve un cursor con un puntero en forma de cruz para seleccionar cualquier cosa del escenario, del inventario o del recuadro de verbos. Inspirado en el sistema SCUMM de LucasArts, se pueden hacer así diversas combinaciones, como por ejemplo seleccionar el verbo DAR del recuadro de verbos, seleccionar el objeto SOMBRERO del inventario de objetos, y seleccionar a un personaje del escenario, con lo que Fenimore ejecutará la acción de darle el sombrero. Para mayor claridad, los verbos y objetos del inventario seleccionados cambian de color, y al pulsar sobre cualquier cosa del escenario aparecerá su nombre, si es que se puede interactuar con él, además de las acciones que se pueden hacer con ello –por ejemplo, se puede hablar con los personajes, pero no con las puertas, que se pueden abrir, al contrario que los personajes.